# Étoile de Bessèges 1998
L'Étoile de Bessèges 1998, ventottesima edizione della corsa, si svolse dal 4 all'8 febbraio su un percorso di 682 km ripartiti in 5 tappe. Fu vinta dal belga Jo Planckaert della Lotto-Mobistar davanti all'italiano Alberto Elli e al francese Philippe Gaumont.

## Tappe
| Tappa  | Data       | Percorso                  | km  | Vincitore di tappa | Leader cl. generale |
| ------ | ---------- | ------------------------- | --- | ------------------ | ------------------- |
| 1ª     | 4 febbraio | La Ciotat > Aubagne       | 127 | Servais Knaven     | Servais Knaven      |
| 2ª     | 5 febbraio | Nîmes > La Grande Combe   | 138 | Christian Andersen | Alberto Elli        |
| 3ª     | 6 febbraio | Les Fumades > Les Fumades | 143 | Jo Planckaert      | Alberto Elli        |
| 4ª     | 7 febbraio | Aramon > Aramon           | 139 | Steven de Jongh    | Jo Planckaert       |
| 5ª     | 8 febbraio | Bessèges > Bessèges       | 135 | Jaan Kirsipuu      | Jo Planckaert       |
| Totale | Totale     | Totale                    | 682 |                    |                     |

## Dettagli delle tappe

### 1ª tappa
- 4 febbraio: La Ciotat > Aubagne – 127 km

| Pos. | Corridore      | Squadra | Tempo    |
| ---- | -------------- | ------- | -------- |
| 1    | Servais Knaven | TVM     | 2h59'00" |
| 2    | Alberto Elli   | Casino  | s.t.     |
| 3    | Andrei Tchmil  | Lotto   | s.t.     |

| Pos. | Corridore      | Squadra | Tempo    |
| ---- | -------------- | ------- | -------- |
| 1    | Servais Knaven | TVM     | 2h58'50" |

### 2ª tappa
- 5 febbraio: Nîmes > La Grande Combe – 138 km

| Pos. | Corridore          | Squadra           | Tempo    |
| ---- | ------------------ | ----------------- | -------- |
| 1    | Christian Andersen | Home              | 3h35'41" |
| 2    | Gilles Maignan     | Mutuelle de Seine | s.t.     |
| 3    | Peter Wuyts        | Vlaanderen 2002   | s.t.     |

| Pos. | Corridore    | Squadra | Tempo    |
| ---- | ------------ | ------- | -------- |
| 1    | Alberto Elli | Casino  | 6h34'41" |

### 3ª tappa
- 6 febbraio: Les Fumades > Les Fumades – 143 km

| Pos. | Corridore          | Squadra | Tempo    |
| ---- | ------------------ | ------- | -------- |
| 1    | Jo Planckaert      | Lotto   | 3h26'29" |
| 2    | Jean-Patrick Nazon | FDJ     | s.t.     |
| 3    | Johan Capiot       | TVM     | s.t.     |

| Pos. | Corridore    | Squadra | Tempo     |
| ---- | ------------ | ------- | --------- |
| 1    | Alberto Elli | Casino  | 10h01'13" |

### 4ª tappa
- 7 febbraio: Aramon > Aramon – 139 km

| Pos. | Corridore          | Squadra | Tempo    |
| ---- | ------------------ | ------- | -------- |
| 1    | Steven de Jongh    | TVM     | 3h21'52" |
| 2    | Jo Planckaert      | Lotto   | s.t.     |
| 3    | Jean-Patrick Nazon | FDJ     | s.t.     |

| Pos. | Corridore     | Squadra | Tempo     |
| ---- | ------------- | ------- | --------- |
| 1    | Jo Planckaert | Lotto   | 13h23'00" |

### 5ª tappa
- 8 febbraio: Bessèges > Bessèges – 135 km

| Pos. | Corridore        | Squadra | Tempo    |
| ---- | ---------------- | ------- | -------- |
| 1    | Jaan Kirsipuu    | Casino  | 3h13'50" |
| 2    | Johan Capiot     | TVM     | s.t.     |
| 3    | Philippe Gaumont | Cofidis | s.t.     |

| Pos. | Corridore        | Squadra | Tempo     |
| ---- | ---------------- | ------- | --------- |
| 1    | Jo Planckaert    | Lotto   | 16h36'49" |
| 2    | Alberto Elli     | Casino  | a 5"      |
| 3    | Philippe Gaumont | Cofidis | a 8"      |

## Classifiche finali

### Classifica generale
| Pos. | Corridore           | Squadra                | Tempo     |
| ---- | ------------------- | ---------------------- | --------- |
| 1    | Jo Planckaert       | Lotto-Mobistar         | 16h36'49" |
| 2    | Alberto Elli        | Casino                 | a 5"      |
| 3    | Philippe Gaumont    | Cofidis                | a 8"      |
| 4    | Servais Knaven      | TVM-Farm Frites        | a 10"     |
| 5    | Enrico Cassani      | Team Polti             | a 15"     |
| 6    | Andrei Tchmil       | Lotto-Mobistar         | a 16"     |
| 7    | Aleksandr Vinokurov | Casino                 | a 17"     |
| 8    | Jens Voigt          | Gan                    | a 19"     |
| 9    | Brian Holm          | Acceptcard Pro Cycling | a 20"     |
| 10   | Wim Feys            | Lotto-Mobistar         | s.t.      |